# أحمد معيتيق
أحمد عمر أحمد معيتيق رجل أعمال وسياسي ليبي (مواليد 1972 مصراتة)، تم انتخابه من قبل المؤتمر الوطني العام الأحد 4 مايو 2014، كرئيس وزراء جديد لليبيا، وقد جرت عملية انتخابه في ظل ظروف لا تزال محل إثارة للجدل. حيث رفض أعضاء في المؤتمر الوطني بينهم نائب رئيس المؤتمر عز الدين العوامي الاعتراف بشرعيتها طاعنين في منح الثقة بها.
وهذا الاختيار جاء بعد أربعة جلسات تصويت شهدت مشادات كلامية بين الأعضاء، حيث تقدم معيتيق في الدورة الثانية على منافسه عمر الحاسي من بنغازي، بحصوله على 73 مقابل 43 صوتا، لينتقل إلى الدورة الثالثة والتي لم يحصل فيها سوى على 113 صوتا من الأصوات الـ120 اللازمة لنيل ثقة البرلمان في هذه الدورة، قبل أن يحصد 121 صوتا في الجلسة الرابعة وينال ثقة المجلس.
يدّعي امعيتيق أن من قاموا بانتخابه وتزكيته في المؤتمر هم (مجموعة من الأعضاء المستقلين) حسب قوله، مضيفاً في تصريح صحفي لوكالة الأنباء الألمانية «[أنا] لا أنتمي لأي تيار سياسي.. لا إخوان ولا تحالف ولا أي من التيارات السياسية الموجودة في ليبيا».

## السيرة الذاتية
أحمد عمر أحمد معيتيق، ولد عام 1972 في مدينة مصراتة وهو رجل أعمال. متزوج وله أربعة أطفال. وهو خريج جامعة لندن للدراسات الاقتصادية العالمية (1994- 1993) وإدارة الأعمال من الجامعة الأوربية / لندن.[هل المصدر موثوق به؟]